# 사가라 요리미네
사가라 요리미네(일본어: 相良 頼峯 さがら よりみね[*])는 히고국 히토요시번 7대 번주이다.

## 생애
교호 20년 (1735년) 9월 29일 (다른 설로는 교호 18년 (1733년)), 6대 번주 사가라 나가아리의 장남으로 태어났다. 겐분 3년 (1738년), 아버지의 사망으로 가독을 이었다. 그러나 어린 나이로 인해, 영지가 줄어들 것을 두려워한 가신단이 요리미네의 태어난 년도를 2년 정도 앞당겼다고 한다.
교호의 대기근으로 인한 피해로 번이 재정난에 시달려 검약령을 내렸다. 그러나 효과는 없었고, 호레키 5년 (1755년)에 번내에 대홍수가 덮쳐, 큰 피해를 입었다. 이듬해 호레키 6년 (1756년) 8월, 요리미네가 에도로 출발 했을 때, 가로 (대중의파)인 만에 나가에몬 등 5명은 번의 재정난을 해결하기 위해 곤궁한 번사에게 번의 은을 빌려주고 상환 방법으로는 번사의 지행에서 연부불로 한다는 개혁안을 제시한다. 그러나, 이는 은을 빌리는 대가로 변제가 끝날 때까지 가록을 내놓아야 했고, 이래서는 더욱 빈곤에 시달린다고 하여, 번사들은 반대했다. 번사들은 이것이 가로들의 제안이므로 가로들에게 호소해도 소용이 없다고 생각하고, 문엽 (사가라 일족이자 소중의파)인 사가라 오리베 요리마사, 사가라 요리보 (후의 사가라 요리히사) 등에게 호소함으로서 가로와 문엽에 의한 대립이 일어났다.
이에 대해, 요리미네는 처음부터 문엽을 지지했고, 게다가 자신에게 후계자가 없었기 때문에 요리보를 자신의 양자로 맞이하기까지 했다. 양자 결연에 대해 가로 일파는 반대했지만, 요리미네는 밀어붙였다. 그런데, 번의(藩医) 右田立哲가 문엽 일파의 지시를 받아 요리미네를 독살하려는 음모가 발각되었다. 이 사건으로 右田는 자살하고, 문엽 일파도 처분되었다.
호레키 8년 (1758년) 4월 12일 (신고장은 4월 14일)에 에도 참근을 위해 가던 도중, 병이 생겨, 에도 도착 후에 24세의 나이로 사망했다. 젊은 나이에 사망했기 때문에, 독살이라고도 하는 설이 생겼다. 후계자로는 양자인 요리히사가 이었다.

## 가계
- 아버지 : 사가라 나가아리
- 어머니 : 於称為 - 아키즈키 타네히로의 딸
- 양자 : 사가라 요리히사 - 친동생